# Federazione scacchistica dell'Inghilterra
La Federazione scacchistica dell'Inghilterra (nome ufficiale in inglese English Chess Federation) è la federazione di scacchi dell'Inghilterra. È stata fondata nel 2004 in seguito alla scorporazione della British Chess Federation in diverse federazioni più localizzate.

## Storia
Dal 1904 al 2004 la British Chess Federation (BCF) è stata l'organizzazione che ha governato l'attività scacchistica in Inghilterra. In precedenza esisteva la British Chess Association (BCA), che governava gli scacchi in Inghilterra, Galles e Irlanda del Nord.
In seguito vennero costituite le Federazioni della Scozia, dell'Irlanda e delle Isole del Canale, con solo l'Inghilterra governata dalla BCF. Nel 2004 gli amministratori della BCF ritennero opportuno sostituirla con la English Chess Federation, con effetto a partire dalla stagione 2005/06.
Nel 2019 erano associati alla ECF 600 club di scacchi, con circa 12.500 iscritti.

## Attività
La English Chess Federation organizza il campionato britannico di scacchi, che si è svolto annualmente dal 1904 (con alcune interruzioni dovute alla prima e seconda guerra mondiale e alla pandemia di Covid-19 nel 2020).
Dal 2005 la ECF attribuisce anche i titoli di "English Champion" e "English Ladies Champion". I dirigenti della ECF vengono eletti per un mandato di uno o tre anni, senza limiti per la rielezione. L'attuale CEO (2022) è Mike Truran, il Presidente è Dominic Lawson.
La ECF inviava a tutti gli iscritti, a titolo gratuito, la Newsletter Chess Moves. Dalla metà del 2016 è stata sostituita da una Newsletter online con articoli su eventi scacchistici.